# Sinar Surya. Zonne-energie in Indonesië
Sinar Surya; zonne-energie in Indonesië was een tentoonstelling in het Amsterdamse Tropenmuseum van 12 april tot 2 oktober 1994.  
De tentoonstelling werd georganiseerd naar aanleiding van een internationale conferentie over zonne-energie die van 11-15 april onder auspiciën van de Europese Gemeenschap plaatsvond In Amsterdam. 
Het Tropenmuseum benadrukte het mondiale belang van zonne-energie door de moderne toepassingen daarvan op dorpsniveau in Indonesië te illustreren. Door zonne-energie worden de bewoners van kleine afgelegen desa’s tussen de rijstvelden of theeplantages, die nog altijd verstoken waren van elektriciteit, voorzien van licht en televisie. Met tamelijk goedkope zonnepanelen van een halve vierkante meter op het dak of op een lange metalen paal naast het woonhuis, kan per dag 240 watt worden geproduceerd, genoeg voor (zwakke) lampen, radio en zwart-wittelevisie. Zonnepanelen zijn individueel bezit, de eigenaar kan zelf beslissen hoe hij de verkregen zonne-energie aanwendt in zijn huis. In een aantal gevallen blijft hij zijn woonruimte gewoon verlichten met de oude vertrouwde gas- of olielampen om zo veel mogelijk vermogen te hebben voor zijn grote trots: een nieuwe televisie.
De moderne ontwikkelingen kregen op de expositie een beperkte entourage van traditionele objecten die uitdrukking geven aan de grote betekenis die de zon heeft in mythologie en kunstuitingen van de Indonesische culturen. Journalist Hans Beynon gaf in de begeleidende brochure zijn impressies weer van enkele Javaanse dorpen met nieuwe zonnepanelen, waar hij speciaal voor deze tentoonstelling zijn licht opstak.

## Bron
- Hans Beynon, Sinar Surya. Solar energy in Indonesia. Amsterdam: Tropenmuseum, 1994.